# مراجعة ويبستر

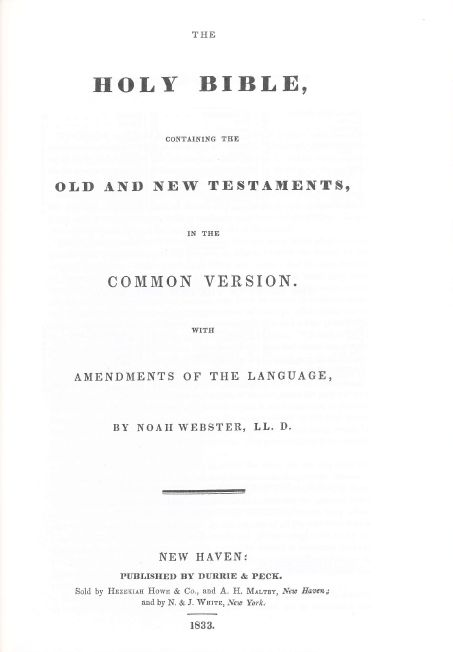
عموان إنجيل هذه النسخة

ركزت المراجعة المحدودة التي قام بها نوح ويبستر عام 1833 لنسخة الملك جيمس بشكل اساسي على استبدال الكلمات القديمة وإجراء تغييرات نحوية بسيطة. على سبيل المثال: استخدم كلمة "why" بدلًا من "wherefore"، واستخدم الضمير " its " للإشارة إلى الغير عاقل بدلًا من "his"، وأيضا استخدم "male child" بدلًا من "manchild" إلخ. وأعطى أيضا تعبيرات مُلطفة لإزالة الكلمات التي وجدها مسيئة، "lewd woman" بدلًا من "whore". غيَّر ايضًا بعض التهجئات لإصدار عام 1611 والتي تَغيَّرَ بعضها من خلال الاستخدام البريطاني لها منذ عام 1611 والبعض الآخر من التهجئات غيَّرها بنفسه عن قصد في قاموسه ليعكس الهوية الأمريكية على الهوية البريطانية. ولكن بشكل عام، التغييرات التي أجريت كان عددها قليل جدًا والنتيجة كانت كتابًا لا يمكن تمييزه تقريبا عن نسخة الملك جيمس. والذي يطلق عليه أحيانا بالـ «الإصدار المشترك» (وهو الذي لا يجب الخلط بينه وبين الكتاب المقدس "Common Bible" لعام 1973 والذي يعد إصدار عالمي من النسخة القياسية المنقحة).
تفاجئ النقاد المعاصرون بمدى بساطة التغييرات التي قام بها ويبستر لإصدار الملك جيمس. مراجعته كانت خفيفة جدًا وذلك لأنه لم يكن يريد أن يجعل اللغة حديثة تمامًا بل أراد تصحيح العيوب. أحد التغييرات البارزة التي تجاوزت مراجعة عيوب اللغة كان عبارة عن تصحيح تغيير كلمة "Easter" إلى كلمة "Passover".
من خلال مراجعة ويبستر للكتاب المقدس للملك جيمس، استبدل مؤلف المعاجم "Holy Ghost" بـ "Holy Spirit". فعل ويبستر ذلك لأنه كان يعلم أن هذه العبارة في كتب المسيحيين لا تعني "an apparition". كتب ويبستر في مقدمة كتابه المقدس: «أصبحت بعض الكلمات لا تُستخدم ودلالة البعض الأخر في الاستخدام الشائع الحالي ليست هي نفسها عندما أدخلت في المراجعة. اثر هذه التغييرات أن بعض الكلمات لا يفهمها القراء العاديون الذين لا يمكنهم الوصول إلى التعليقات والذين دائمًا يشكلون نسبة كبيرة من القراء بينما الكلمات الأخرى تُستخدم الآن بمعنى مختلف عما كان لديهم عندما كانت الترجمة تقدم دلالات أو أفكار خاطئة. ومتى فُهمت الكلمات بمعنى مختلف عن المعنى الذي تم قُدّمَ لهم ومختلف عن معنى اللغات الاصلية فإنها لا تقدم للقارئ كـ كلمة الله».
كانت مشكلة الكتب القديمة في الحيرة من جانب القارئ وذلك لأن أنماط اللغة كانت تتطور على مدار السنين وفقد القارئ العادي الكثير من معاني النص في هذا الكتاب المقدس. أسيء فهم بعض المقاطع. كما تطورت أيضا القواعد النحوية وجعلت التغييرات المذكورة أعلاه أسهل للقراءة أثناء تنقية اللغة وجعلها أكثر دقة.

## روابط خارجية
- Webster’s Revision of the KJV discusses the book and quotes its complete Preface and Introduction.
- Complete Text of Webster's Revision
- Complete book list of Webster's Revision